# Красное (Харьковский район)
Красное (укр. Красне) — село,
Глубоковский сельский совет,
Харьковский район,
Харьковская область, Украина.
Код КОАТУУ — 6325180703. Население по переписи 2001 года составляет 20 (10/10 м/ж) человек.

## Географическое положение
Село Красное находится между рекой Липец и Травянским водохранилищем.
На расстоянии в 1 км расположено село Мороховец.
В селе несколько прудов.
В 3-х км находится граница с Россией.

## История
- 1783 — дата первого упоминания, как хутор Зимничова.
- 12 мая 2024 года, на фоне российского нападения на Украину, во время харьковского наступления, село было оккупировано Россией[3]